# Departamento Paso de Indios

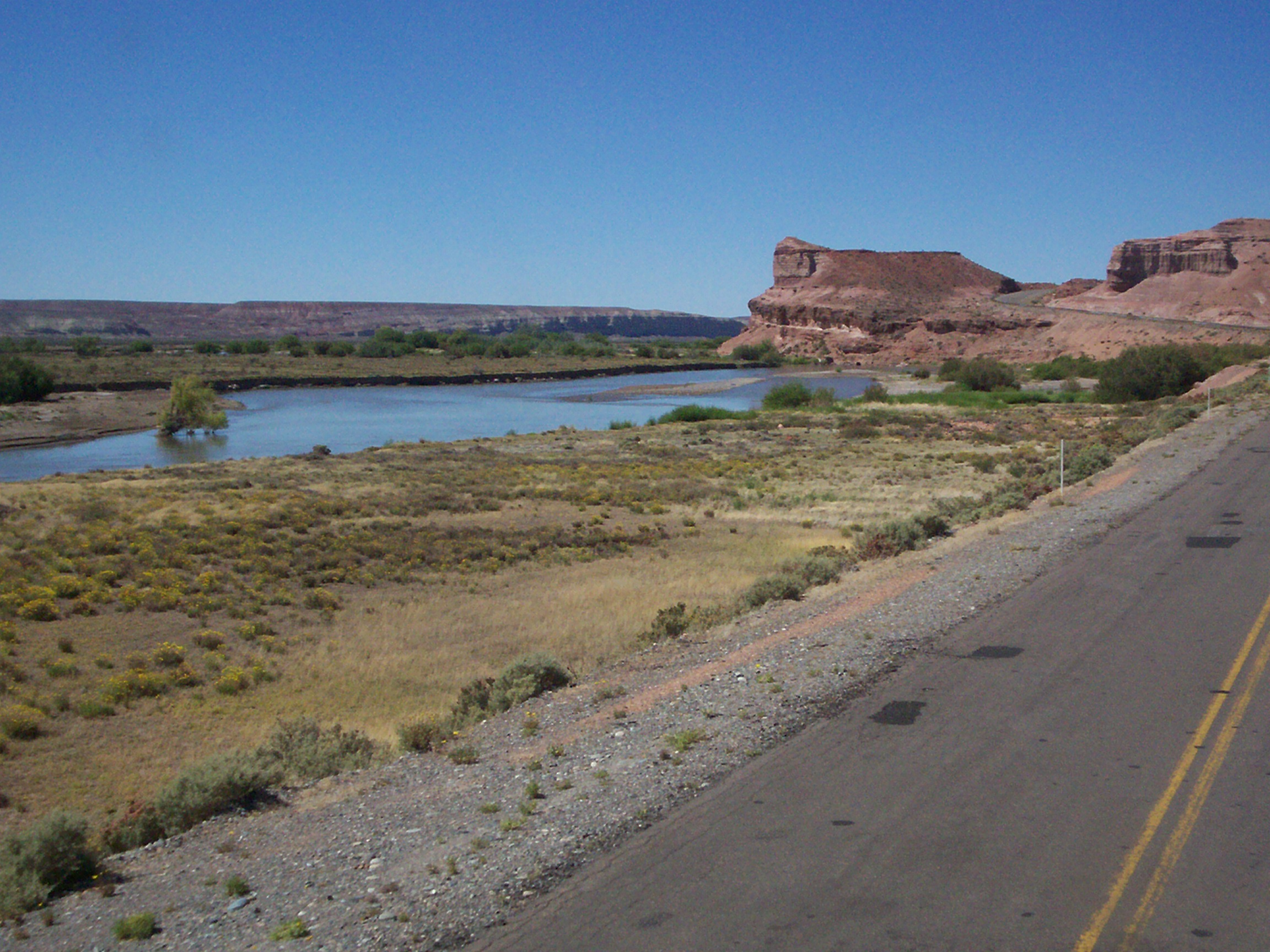
Río Chubut y Valle de Paso de los Indios, visto desde la Ruta Nacional 25.

Paso de Indios es un departamento de la provincia del Chubut, Argentina.
Ubicado en el centro geográfico de la provincia, posee una superficie de 22 300 km² y limita al norte con el departamento de Gastre, al oeste con los de Languiñeo y Tehuelches, al sur con los de Río Senguerr, Sarmiento y Escalante y al este con el de Mártires.

## Demografía
El censo de 2022 reveló que el departamento tuvo un crecimiento poblacional al arrojar 1886 habitantes y un incremento superador del censo pasado.
|           | 1947  | 1960    | 1970    | 1980    | 1991    | 2001   | 2010 | 2022  |
| Población | 3.302 | 2.486   | 3.046   | 2.213   | 1.883   | 1.905  | 1867 | 1886  |
| Variación | -     | -24,71% | +22,52% | -27,34% | -14,91% | +1,16% | ?    | +1.0% |

Fuente: Instituto Nacional de Estadísticas y Censos, INDEC

## Localidades
- Los Altares
- Cerro Cóndor
- Paso de Indios
- Cajón de Ginebra Grande
- Cajón de Ginebra Chico
- El Canquel
- El Sombrero